# ロンスヴォーの戦い
ロンスヴォーの戦い（ロンスヴォーのたたかい、フランス語: Bataille de Roncevaux、スペイン語: Batalla de Roncesvalles）は、778年にピレネー山脈中のロンセスバーリェス（現在のスペイン・ナバーラ州）で起こった、フランク王国軍と山岳民族バスク軍の戦いである。バスク軍が現在のフランス・スペイン国境にあるイバニェタ峠でイベリア半島遠征の帰途にあったカール大帝の軍を襲撃し、殿軍にいたブルターニュ辺境伯ローランが戦死、カール大帝の唯一の敗北となった。戦いの模様は長年かけて脚色され、イスラームと戦うローランの存在は伝説化されて絶大な人気を誇るようになり、中世ヨーロッパの騎士道に大きな影響を与えた。11世紀に成立した、ローランの活躍をうたう古フランス語の叙事詩『ローランの歌』は、現存する最古のフランス文学の一つである。

## 背景

### フランク王国の拡張

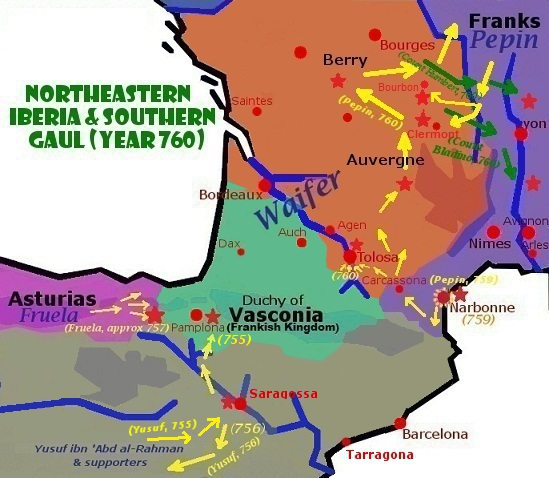
カロリング朝のアキテーヌ侵攻

フランク王国のカロリング朝を開いた小ピピンは、フランス南西部のアキテーヌを治めていたワイファリを破り、アキテーヌ公国深くまで侵攻した。アキテーヌ軍の主力だったヴァスコニア公国（後のガスコーニュ公国）のバスク人も769年に小ピピンに服従した。ガロンヌ川南は無傷で残り自治を続けたが、778年にカール大帝が息のかかったフランク族やブルグント族、聖職者らをガスコーニュに送りこんで要職につけ、フェザンサック、ボルドー、トゥールーズといった辺境伯領を設置してガロンヌ川左岸を蚕食していった。

### イベリア半島情勢
当時、イベリア半島では、アッバース朝（イスラム帝国）に叛旗を翻したアブド・アッラフマーン1世が後ウマイヤ朝を建国し、アッバース勢力を追い詰めていた。アッバース朝のバルセロナ・ジローナの前長官スレイマン・アル・アラビーはフランク王国のパーダーボルン（ドイツ）に使者を送り、武力支援と引き換えに、サラゴサのフサイン、ウエスカのアブー・タウルと共にカール大帝に服従を申し出た。ムスリム3長官の言によれば、アッバース朝のカリフ・マフディーも後ウマイヤ朝討伐の軍を起こす準備をしているとのことだった。

### カール大帝の出兵
キリスト教圏拡大の好機と見たカール大帝はイベリア出兵を決定する。アル・アラビーはサラゴサの早期開城を約束した。カール大帝は集められるだけの軍を率いて、778年にピレネー山脈を越えた。カール自身はネウストリア兵を率いてヴァスコニア（ガスコーニュ）から西ピレネーを、アウストラシア兵、ランゴバルド兵、ブルグント兵は東ピレネーを通ってカタロニアへ向かった。バルセロナやジローナでアル・アラビーから歓迎されたフランク軍は、アル・アラビー率いるアッバース軍も陣に加えてサラゴサに向かい、都市を包囲した。
一方、コルドバのアブド・アッラフマーン1世は、サラゴサがフランク人の手に落ちるのを防ぐために、信頼する武将イブン・オベイドを派遣した。サラゴサの守将フサインはオベイドとたびたび争い、ついにはこれを破って捕虜にした。後ウマイヤ朝の武将を捕虜にし、サラゴサの防衛力が増強されたフサインはここで変心し、フランクへの降伏を突然拒否した。サラゴサを囲むカールに対し、フサインは捕虜にしたオベイドや黄金を贈ることで懐柔しようとしたが、カール大帝は満足せずフランク軍中のアル・アラビーを拘束した。フランク軍によるサラゴサ包囲が長引き1カ月以上が過ぎると、バグダードを発ったアッバース朝軍がバルセロナ付近まで到達した。ついにフランク軍はサラゴサに籠もるフサインと休戦協定を結び、サラゴサ側が莫大な黄金をカール大帝に支払う代わりに、フランク軍は包囲を解いた。

## 戦闘

### 発端
フサインとの交渉後、北方でサクソン人の反乱の報が届いたため、カールは本国に帰還せざるを得なくなった。出発前、カールはヴァスコニアのフランク支配を強固にすべく、ムーア人と結託する可能性のある反対勢力（バスク人を含む）を消し去ろうとした。カールの命により、バスクの首都パンプローナの城壁は破壊された。一説によると、城壁だけでなく町そのものが破壊されたという。ヴァスコニアの他の多くの町も完全に破壊され、フランク軍の前線基地や守備隊が国中に配置された。駐留軍はバスク人に対して圧政を布いたという。ヴァスコニアの安全を確保すると、カールは本国に向けてピレネー山脈の山道を進んだ。

### バスク軍
フランク王国の歴史家アインハルトの記述などでは、バスク軍を率いたのはガスコーニュ公ルポ2世とされている。山岳民族バスク人の軍隊は基本的にゲリラ部隊で、兵士は2本の短槍とナイフや短剣で武装し、弓や投石器を用いた。後世、ピレネー山脈出身の傭兵集団として勇名を馳せたアルモガバルスと同様に、鎧は身につけなかった。地元のバス＝ナヴァールやスールなどのバスク人による略奪目的だったとする説もあるが、バスク人はピピン3世（小ピピン）のヴァスコニア侵攻以来、長くカロリング朝に抵抗してきた歴史もあった。

### 襲撃

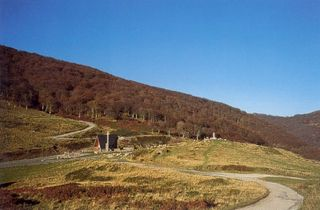
ピレネー山脈中のロンセスバーリェス

カール大帝が率いるフランク軍の後衛部隊には、ブルターニュ辺境伯ローランや宮宰エッギハルドらカールの重臣がいて、本隊の退却を助けると共に輜重隊を守っていた。故郷を踏みにじられ都を破壊されたバスク人は復讐に燃え、フランク軍に気づかれずにこれを追尾し、先回りして待ち構えた。778年8月15日夜、フランク軍の後衛部隊がピレネー山脈の峠越えをしている最中に、突如としてバスク戦士たちが襲いかかった。奇襲攻撃に不意を突かれたフランク軍は大混乱に陥り、伏兵から逃れようと狼狽した。バスク兵の装備は貧弱だったが地形を熟知していたため戦闘を優位に進め、高所から効果的に攻撃した。バスク軍は退却するフランク軍本隊から後衛部隊や輜重隊を切り離したため、殿軍のローランたちはしばらく持ちこたえたものの、最終的には全滅した。しかし、ローランらの玉砕によってカール大帝と本隊は危地を脱することができた。バスク軍は輜重を略奪すると、夜陰に紛れて退却し、フランク軍の追撃をまいた。

## その後

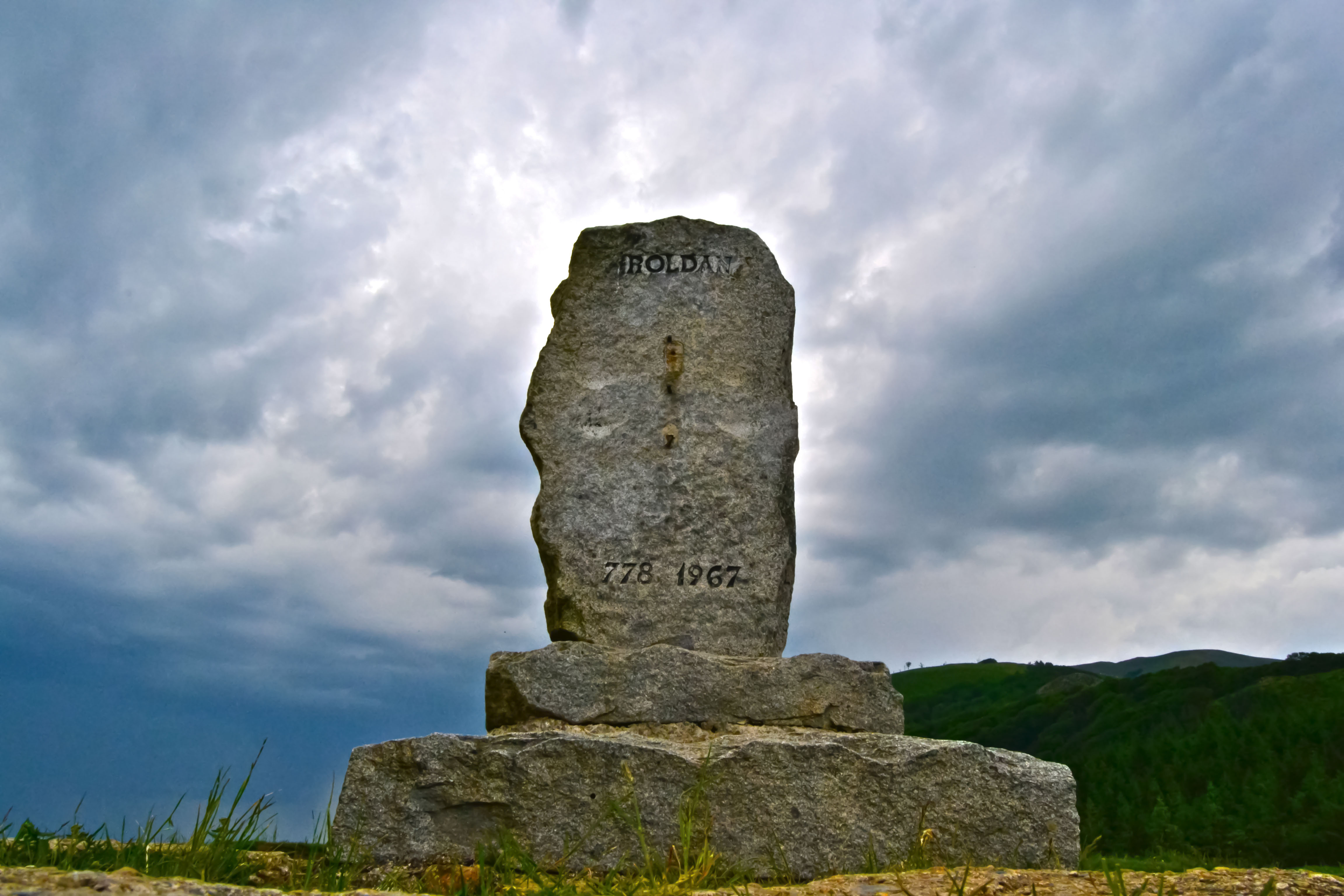
戦場跡に立つ記念碑

歴史家アインハルトは『カール大帝伝』で「しんがりの戦士は最後の一人まで殺された」と記している。同書によると、戦死した中にはカールの重臣の宮宰エッギハルド、ローラン、宮中伯アンセルムスらが含まれた。多くの高名な貴族が戦死し、サラゴサ包囲で得た莫大な黄金も失った。戦闘自体は小規模で敗北といっても小さな挫折ではあったが、カール大帝は多くの腹心と財産を喪失し、彼の輝かしい軍事的功績の中で唯一の黒星となった。カールはこの後、自らイベリアに出兵することはなく、遠征は配下の将軍に任せた。フランク軍はサラゴサ攻略に再び失敗するなど苦戦するが、795年にはスペイン辺境領を設置し、イスラーム勢力圏との緩衝地帯とした。辺境領は徐々に勢力範囲を広げ、801年にはバルセロナを加えた。また、カールはイベリアに隣接し王権と対立してきたアキテーヌを確実に掌握するため、息子のルイ敬虔王を初代王とするアキテーヌ王国を建国した。ピレネーもカロリング朝の役人が治め、キリスト教化が進められた。バスク人は790年までカロリング朝支配に対して抵抗を続けた。
サラゴサはイスラーム勢力圏にとどまり、独立したタイファ諸国の一つとして11世紀まで存続した。パンプローナもイスラーム勢力の下に残ったが、798年から801年にバスク人が反乱を起こし、824年にはパンプローナ王国が成立した。パンプローナ王国は建国の年にカロリング朝軍に侵入されたが、再びロンスヴォーの地でフランク人たちを破った。第1次ロンスヴォーの戦いではカール大帝は逃げ延びたが、第2次ロンスヴォーの戦いではフランク軍は包囲殲滅されて大きな被害を出した。

## エピソード

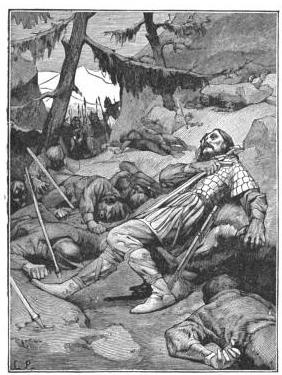
ローランとその部下たちの死

この戦いは長年にわたる口頭伝承を通じて大幅に脚色され、フランク軍とバスク人の小規模な戦闘が、キリスト教徒とムスリムの大決戦のように伝わった。バスク軍は40万のサラセン軍に置き換えられ、「聖剣デュランダル」や「ローランの角笛」といった要素が付け加えられた。実際のローランの死についてはほとんど情報がないが、中世ヨーロッパでは名誉ある騎士像として人気が出て、11世紀にはローランを称える作者不詳の『ローランの歌』が成立した。これはオイル語で書かれた詩としては現存する最古の武勲詩である。ローランとパラディン（十二勇将）の物語は、イングランドの「円卓の騎士」と共に騎士道の典型的な象徴となって騎士文化に多大な影響を与え、後世のキリスト教戦士たちを奮い立たせた。1066年のヘイスティングズの戦いでは、征服王ウィリアムの麾下の騎士や兵士らが、アングロ・サクソン人と戦う前にこの歌を歌い士気を高めたと伝えられている。ローランの武勲は、イタリアの叙事詩『狂えるオルランド』の中でも歌われている。